# Észt Tengerhajózási Vállalat

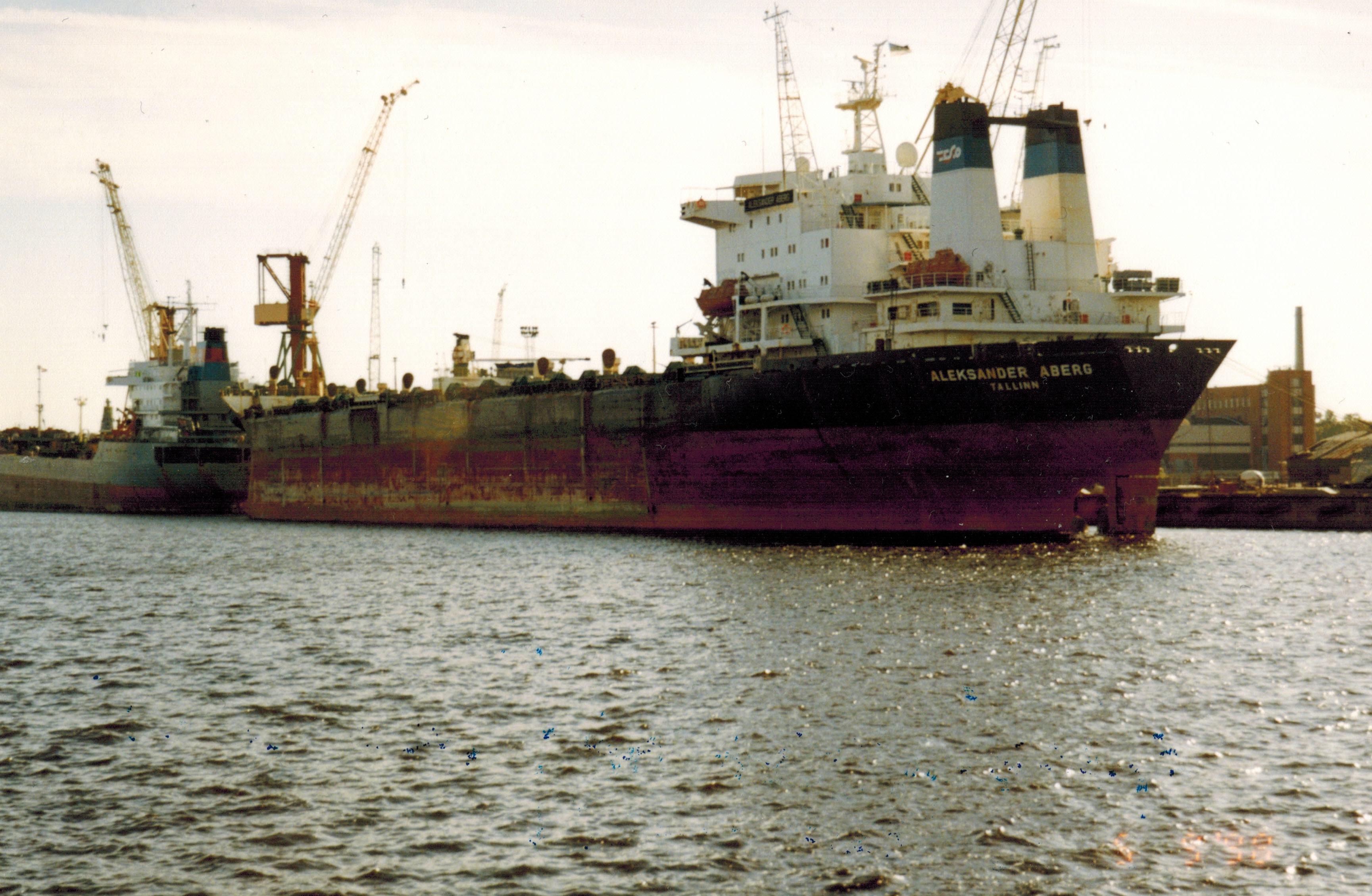
Az Aleksander Aberg ömlesztettáru-szállító Rigában. 1998-ig üzemeltette az ESCO

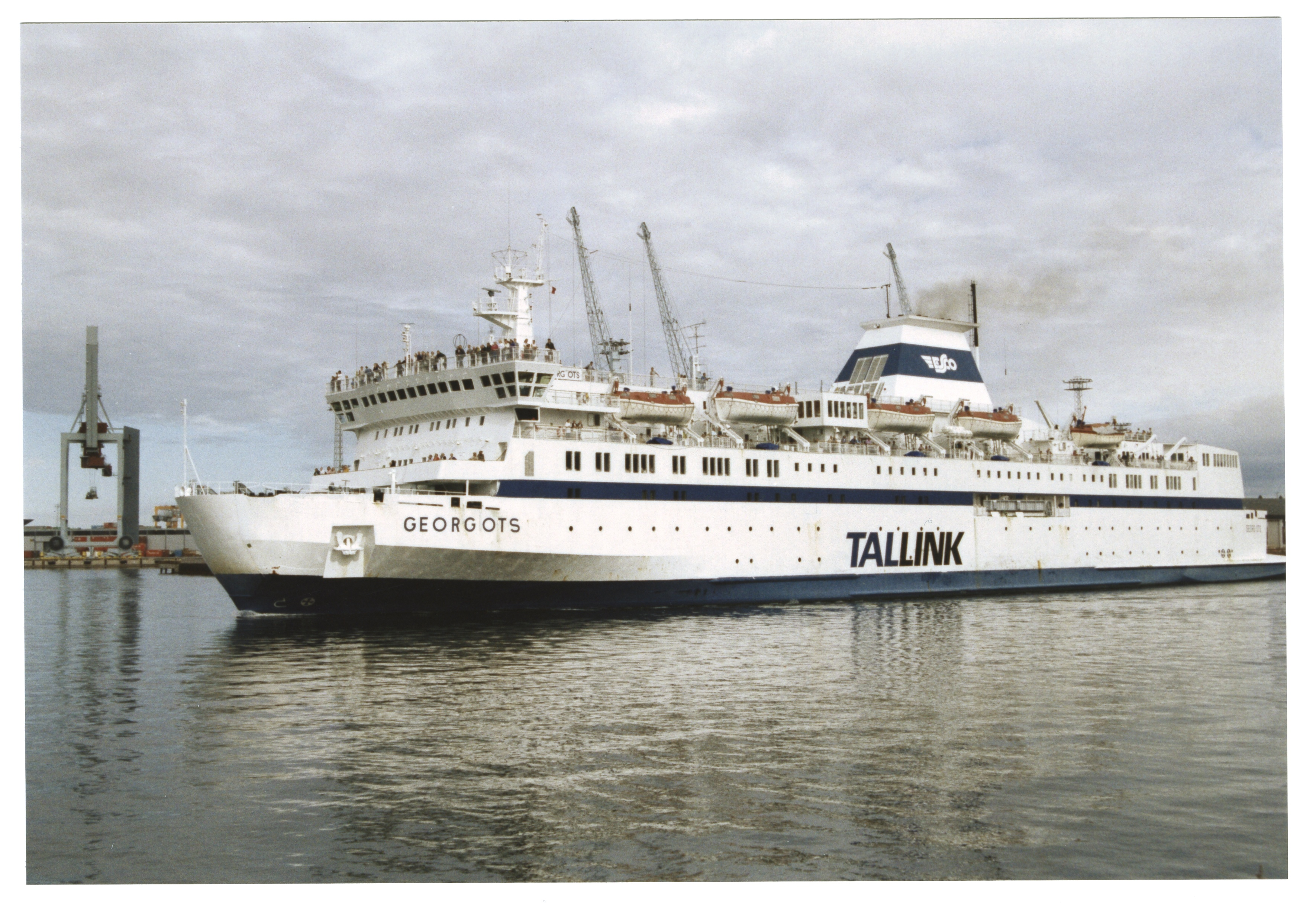
A Georg Ots komphajó 1995-ben Helsinkiben, már a Tallink színeiben

Az Észt Tengerhajózási Vállalat, észtül Eesti Merelaevandus, angol rövidítéssel ESCO (Estoniai Shipping Company) tengerhajózással foglalkozó, elsősorban ömlesztettáru-szállító és konténerszállító hajókat üzemeltető észtországi cég, melyet 1940-ben alapítottak. A cég 1940–1991 között a Szovjet Kereskedelmi Flotta (Morflot) keretei között működött. 1997-ben privatizálták először. 2003-tól a cég a norvég Tschudi Group hajózási vállalat tulajdonában van. A cég székhelye Tallinnban található.

## Története
1940 októberében alapították, amikor Észtország 1940. júniusi szovjet megszállása után a hatóságok államosították az észtországi hajókat és hajózási cégeket. Ekkor hozták létre az Észt Állami Hajózási Vállalatot az állami tulajdonba került hajók üzemeltetésére.  1941-ben a vállalathoz 257 hajó tartozott, és a cégnél 4500 főnyi hajózó személyzet és több mint ezer kikötői munkás dolgozott. A második világháború idején, a német megszállás alatt a vállalat hajóiak többsége, valamint a kikötői infrastruktúra nagy része elpusztult.
A háború után, 1944 szeptemberében indult újra a cég. Az első üzembe állított hajó a Maia gőzhajó volt. Az első rendszer hajójárat 1945. május 30-án indult el.
A hajók üzemeltetése mellett az Észt Tengerhajózási Vállalat üzemeltette a tallinni Régi kikötőt, a muugai Új kikötőt, valamint hozzá tartozott a loksai hajójavító üzem és a Transzflot szállítmányozási cég is.
A szovjet időszakban a vállalat a Szovjet Kereskedelmi Flotta alárendeltségében működött. Az 1950-es évektől a cég saját újságokat – pl. Meremees (tengerész), Morjak esztonyii) – is kiadott.
Az 1980-as években az Észt Hajózási Vállalat hajói főleg Nyugat- és Észak-Európába, Nyugat-Afrikába, a Közel-Keletre közlekedtek, emellett kiemelten fontos volt a Tallinn–Helsinki járat. Ugyancsak jelentős volt az észt szárazföld és a nagyobb észt szigetek közötti hajóforgalom. A Tallinn és Helsinki közötti rendszeres hajójárat 1965-ben indult el.
A szovjet időszakban a cég legnagyobb hajói az 1987-ben épített Elmar Kivistik ömlesztettáru-szállító hajó volt, valamint az 1989-ben üzembe állított Kristjan Palasalu ömlesztettáru-szállító volt. Mindkét hajót a mikolajivi hajógyár építette.
1989-ben, még a szovjet időszak alatt hozta létre az Észt Hajózási Vállalat és a finn Palkkiyhtymä Oy közös cégként a tengeri kompok üzemeltetésére a Tallink hajózási vállalatot, melyben az ESCO-nak 45%-os részesedése volt. Ekkor a Tallinkhoz kerültek az ESCO tengeri kompjai.
A Szovjetunió felbomlása idején a vállalat tulajdonában 82 teher- és személyszállító hajó volt.
Észtország függetlenségének visszaállítása után a vállalat észt állami tulajdonba került, megőrizve a teljes flottát. 1991 decemberében részvénytársasági formába szervezték, a részvények teljes egészében az észt állam tulajdonában voltak. Ekkor profiltisztítás is történt, a kikötő-üzemeltetést, a hajójavítás és az újságkiadás kiszervezték, ezeket önálló cégek vitték tovább.  Az átszervezéssel együtt elkezdték a flotta modernizálását is. Elsősorban a RoRo kompok és konténerszállítók beszerzésére fókuszáltak.
1997. július 10-én hirdették meg a cég privatizációját. Két befektetői csoport, az AÜ Arbonale és az AS ESCO Holding szállt versenybe a cégért. a Az Észt Privatizációs Ügynökség végül az AS ESCO mellett döntött, amelyben a legjelentősebb befektető a norvég Tschudi hajózási vállalat volt. A vételár 70%-át a privatizációs szerződés aláírása után, a fennmaradó 30%-ot 1999-ig kellett kifizetni. A vételárat azonban végül nem fizették ki teljes egészben, így a privatizáció meghiúsult, 2002-ben a vállalat visszakerült az észt állam tulajdonába, miközben jelentős veszteséget is felhalmozott. 2003-ban végül a céget teljes egészben a norvég Tschudi Groupnak adták el. Az észt hajók továbbra is az ESCO cégnév és észt zászló alatt hajóznak.